# Anderson Esiti
Anderson Esiti (Warri, 1994. május 24. –) nigériai válogatott labdarúgó, a Diósgyőr játékosa.

## Pályafutása

### Klubcsapatokban
Esiti a portugál Leixões akadémiáján nevelkedett. 2014-ben a portugál élvonalbeli Estoril Praia játékosa lett, első idényében pályára lépett az Európa-liga csoportkörében. 2016 és 2019 között hetvenhét belga élvonalbeli mérkőzésen lépett pályára a Gent csapatában. 2019-ben a görög élvonalbeli PAÓK játékosa volt, majd 2022-től 2025-ig a magyar élvonalbeli Ferencváros csapatát erősítette.
2025. január 9-én a Zalaegerszegi TE bejelentette a fél évre szóló szerződtetését.
2025. június 23-án a Diósgyőri VTK a hivatalos honlapján jelentette be, hogy Esiti a klubnál folytatja a pályafutását.

### A válogatottban
A nigériai válogatottban 2015 óta három alkalommal lépett pályára.

#### Mérkőzései a nigériai válogatottban
| #  | Dátum                | Ellenfél | Eredmény | Kiírás              | Esemény |
| -- | -------------------- | -------- | -------- | ------------------- | ------- |
| 1. | 2015. június 13.     | Csád     | 2 – 0    | ANK-selejtező       |         |
| 2. | 2016. október 9.     | Zambia   | 2 – 1    | Vb-selejtező        | 73'     |
| 3. | 2019. szeptember 10. | Ukrajna  | 2 – 2    | barátságos mérkőzés | 70'     |

## Sikerei, díjai

### Klubcsapatokban
Ferencvárosi TC
- Magyar bajnok (3): 2021–22,[5][6] 2022–23,[7] 2023–24
- Magyar kupagyőztes (1): 2022[8]
- Magyar kupa ezüstérmes (1): 2024[9]